# Copa Lipton
A Copa Lipton vagy Lipton kupa egy labdarúgókupa volt Argentína és Uruguay válogatottjai között. 1905 és 1992 között 29 alkalommal került megrendezésre.

## Kupadöntők
| Év    | Helyszín     |            |          |           |  |
| Év    | Helyszín     | Győztes    | Eredmény | Második   |  |
| ----- | ------------ | ---------- | -------- | --------- |  |
| 1905  | Buenos Aires | Uruguay*   | 0–0      | Argentína |  |
| 1906  | Montevideo   | Argentína  | 2–0      | Uruguay   |  |
| 1907  | Buenos Aires | Argentína  | 2-1      | Uruguay   |  |
| 1908  | Montevideo   | Argentína* | 2–2      | Uruguay   |  |
| 1909  | Buenos Aires | Argentína  | 2–1      | Uruguay   |  |
| 1910  | Montevideo   | Uruguay    | 3–1      | Argentína |  |
| 1911  | Buenos Aires | Uruguay    | 2–0      | Argentína |  |
| 1912  | Montevideo   | Uruguay    | 2–0      | Argentína |  |
| 1913  | Avellaneda   | Argentína  | 4–0      | Uruguay   |  |
| 1915  | Buenos Aires | Argentína  | 2–1      | Uruguay   |  |
| 1916  | Montevideo   | Argentína  | 2–1      | Uruguay   |  |
| 1917  | Avellaneda   | Argentína  | 1–0      | Uruguay   |  |
| 1918  | Montevideo   | Argentína* | 1–1      | Uruguay   |  |
| 1919  | Buenos Aires | Uruguay    | 2–1      | Argentína |  |
| 1922  | Montevideo   | Uruguay    | 1–0      | Argentína |  |
| 1923  | Buenos Aires | Uruguay*   | 0–0      | Argentína |  |
| 1924  | Montevideo   | Uruguay    | 2–0      | Argentína |  |
| 1927  | Buenos Aires | Uruguay    | 1–0      | Argentína |  |
| 1928  | Montevideo   | Argentína* | 2–2      | Uruguay   |  |
| 1929  | Buenos Aires | Uruguay*   | 0–0      | Argentína |  |
| 1937  | Buenos Aires | Argentína  | 5–1      | Uruguay   |  |
| 1942  | Montevideo   | Argentína* | 1–1      | Uruguay   |  |
| 1945  | Montevideo   | Argentína* | 2–2      | Uruguay   |  |
| 1957  | Buenos Aires | Uruguay*   | 1–1      | Argentína |  |
| 1962  | Buenos Aires | Argentína  | 3–1      | Uruguay   |  |
| 1968  | Buenos Aires | Argentína  | 2–0      | Uruguay   |  |
| 1973  | Buenos Aires | Uruguay*   | 1–1      | Argentína |  |
| 19761 | Buenos Aires | Argentína  | 4–1      | Uruguay   |  |
| 1992  | Montevideo   | Argentína* | 0–0      | Uruguay   |  |

*Abban az esetben, ha a döntetlennel ért véget a találkozó, akkor a hazai csapat nyerte a kupát.

### Győzelmek száma
| Csapat    | Győzelmek | Győztes évek                                                                                         |
| --------- | --------- | --- |
| Argentína | 17        | 1906, 1907, 1908, 1909, 1913, 1915, 1916, 1917, 1918, 1928, 1937, 1942, 1945, 1962, 1968, 1976, 1992 |
| Uruguay   | 12        | 1905, 1910, 1911, 1912, 1919, 1922, 1923, 1924, 1927, 1929, 1957, 1973                               |